# Janusz Walachowski
Janusz Walachowski (...) è un artista marziale misto polacco.

## Carriera

### MMA
Ha esordito in MMA il 23 aprile 2016 a Romford durante l'evento ROC - Rise of Champions 2, in un match contro il britannico Joshua Herdman, nella categoria Catchweight perdendolo per decisione unanime con il punteggio 28-29, 28-29, 28-29. Vince il suo primo match durante ROC - Rise of Champions 4, in un match contro Kevin Jillion per KO/TKO.

#### Risultati nelle arti marziali miste
| Risultato | Record | Avversario     | Metodo              | Evento                    | Data              | Round | Tempo | Città                  | Note  |
| --------- | ------ | -------------- | ------------------- | ------------------------- | ----------------- | ----- | ----- | ---------------------- | ----- |
| vittoria  | 1-1    | Kevin Jillion  | KO/TKO              | ROC - Rise of Champions 4 | 30 settembre 2017 | 1     | 2:22  | Brentwood, Regno Unito | [ 2 ] |
| sconfitta | 0-1    | Joshua Herdman | Decisione (unanime) | ROC - Rise of Champions 2 | 23 aprile 2016    | 3     | 3:00  | Romford, Regno Unito   | [ 3 ] |